# نورینکو
نورینکو (انگلیسی: Norinco) شرکت دولتی صنایع دفاعی و نظامی چینی است، که در زمینه ارائه خدمات نظامی، تولید انواع مواد منفجره و مهمات، ساخت رادار، انواع تجهیزات جنگ‌افزاری و دفاعی فعالیت می‌کند.
شرکت نورینکو در سال ۱۹۸۰ توسط حزب کمونیست چین (ساساک) راه‌اندازی شد و در حال حاضر به‌عنوان بزرگترین شرکت تجهیزات دفاعی چین شناخته می‌شود. دفتر مرکزی این شرکت در شهر پکن، چین قرار دارد. شرکت نورینکو در سال ۲۰۲۱ درآمدی بالغ بر ۷۱ میلیارد دلار داشته است.